# 楊致遠

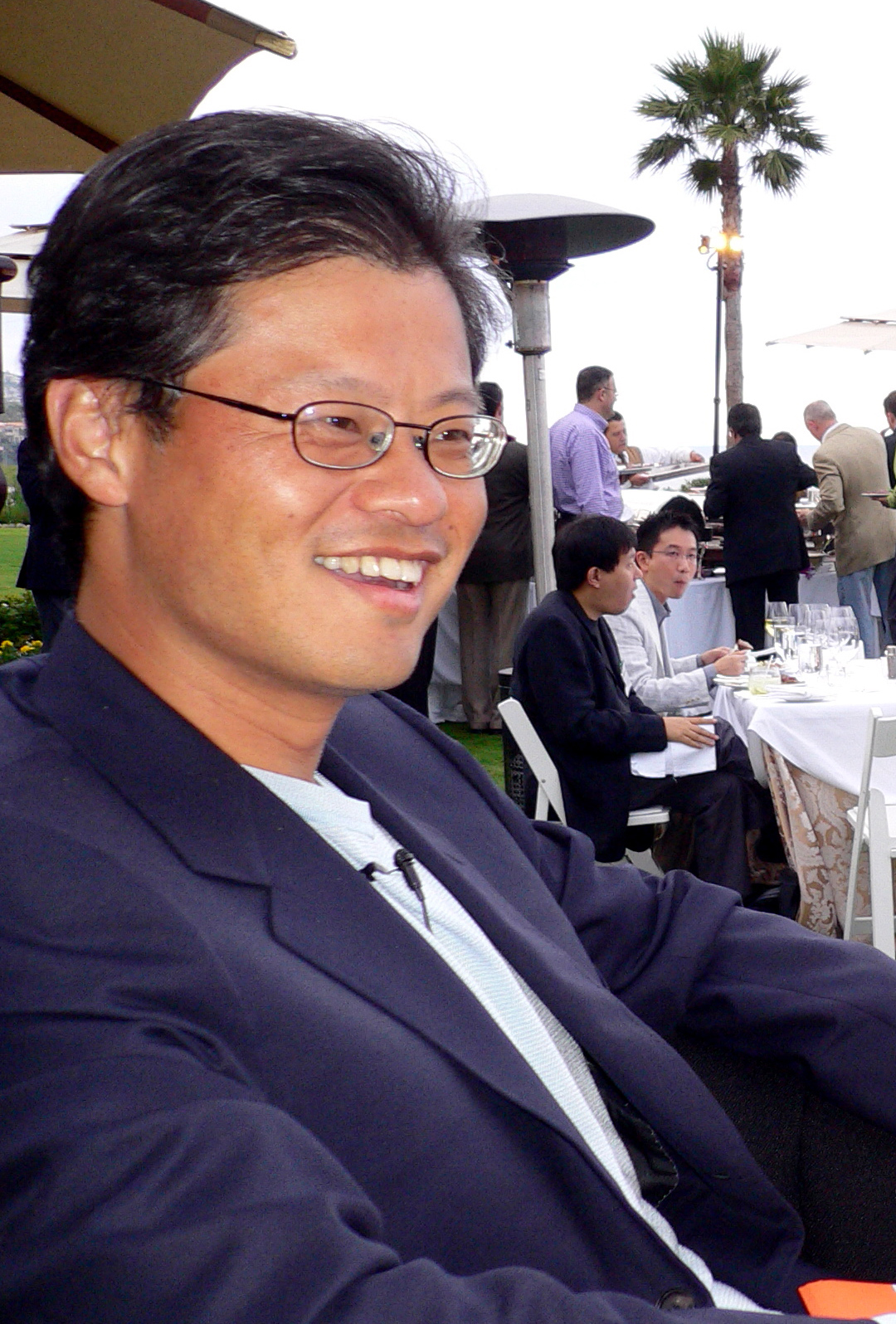
楊致遠

楊致遠（英語：Jerry Yang，1968年11月6日—），出生於台灣臺北市，擁有中華民國國籍與美國國籍，是網際網路入門網站、搜尋巨擘雅虎（Yahoo!）的創始人及前任行政總裁。他也是一名著名的天使投資人，根據2005年《福布斯》雜誌的統計，他的個人資產為26億美元，居世界第228位，持有雅虎3.63%股權。

## 生平
楊致遠，2歲喪父。其下還有一個弟弟楊志剛，於取得哲學博士學位。母親（Lily）是一位英文及戲劇教授，畢業於台灣大學外文系。楊致遠10歲的時候，舉家移居美國加利福尼亞州聖荷西，其母親在成人教育學校教新移民學習英文。楊致遠剛到美國的時候幾乎不懂英語。儘管開始的時候有語言上的障礙，楊致遠學習上仍獲A等，並且在3年之後，他就成為班上的跳級生。
楊致遠在電子工程系先後獲得理學學士和理學碩士學位，期間他還加入了Phi Kappa Psi兄弟會。攻讀博士期間，楊致遠和大衛·費羅（David Filo）於1994年4月，共同創立雅虎互聯網導航指南，並於次年3月註冊成立了雅虎公司。
2008年11月，楊致遠宣布辭去雅虎CEO一職，但仍將留在雅虎董事會。由於楊致遠拒絕將雅虎出售給微軟，這個事件讓不少人對楊致遠感到失望，雅虎的股價跌到2003年以來最低位，也促使雅虎董事會撤換楊致遠的壓力增加。
2012年1月17日，楊致遠宣布辭去雅虎董事會及所有在公司的職務。同時，楊致遠也辭去雅虎日本及阿里巴巴集團控股有限公司（Alibaba Group Holding Limited）董事會職務。
楊致遠在離開雅虎後，創辦AME Cloud Ventures公司，進行風險投資並投資一系列互聯網、移動互聯網及高科技公司。

## 相關書籍
- 《當代名人故事系列：楊致遠》，香港：教育出版社，2001年。
- 管家琪：《楊致遠：Yahoo網絡天王的奮鬥故事》，香港：突破出版社，2004年12月。